# Chiesa della Beata Vergine Annunziata (Flaibano)
La chiesa della Beata Vergine Annunziata  è la parrocchiale di Flaibano, in provincia ed arcidiocesi di Udine; fa parte della forania del Friuli Collinare.

## Storia
A Flaibano fu edificata nel Quattrocento una chiesa, che venne consacrata nel 1772.
L'attuale parrocchiale è frutto di un rifacimento avvenuto tra gli anni 1922 e 1933. In seguito al terremoto del Friuli del 1976 l'edificio dovette essere ristrutturato. Nel 1980 circa venne installato il nuovo altare rivolto verso l'assemblea e, nel 2011, l'impianto di riscaldamento subì un intervento di adeguamento.

## Interno
Opere di pregio conservate all'interno della chiesa, che è ad una navata, sono due acquasantiere del 1511 e del 1671, un altare marmoreo settecentesco con le statue dell'Annunciata e dell'Arcangelo Gabriele, nel quale furono collocate, nel 1772, le reliquie dei Martiri Bonifacio e Vittorio. 
L'altare ha preso il posto del precedente, cinquecentesco, parte in legno e parte in pittura; i documenti lo ricordano come un trittico in legno dorato a due ripiani al centro dei quali stanno le statue della Madonna con Bambino e dell'Eterno Padre, ai lati le pitture dei S. Pietro Martire e S. Giovanni Evangelista, San Rocco e Sant'Urbano (in alto) e delle Sante Agata e Brigida (in basso).
L'autore, Bernardino Blaceo, intagliatore e pittore udinese, qui operoso intorno alla metà del XVI secolo, è lo stesso dell'antico altare della parrocchiale di Remanzacco, molto simile nello stile. I quattro dipinti con i sei Santi nominati sono rimasti e testimoniano le capacità dell'artista. L'antico portale della chiesa, ora posto sul fianco sinistro, è opera datata 1506 e firmata da Giovanni Antonio Pilacorte, ha un malandato tondo con la Madonna con Bambino in bassorilievo nella lunetta e stipiti e architrave decorati con ben sedici testine di putti alati.